# Aechmea callichroma
Aechmea callichroma är en gräsväxtart som beskrevs av Robert William Read och Baensch. Aechmea callichroma ingår i släktet Aechmea och familjen Bromeliaceae. Inga underarter finns listade i Catalogue of Life.